# 目黒吉明
目黒吉明（めぐろ よしあき、1931年2月21日 - 2012年6月28日）は日本の考古学者。福島県の考古学に尽力した。

## 略歴
- 1931年2月21日 - 福島県福島市生まれ。
- 1955年、発足間もない福島県考古学会事務局を担当。会誌1～4号は目黒がガリ版印刷を行った。
- 1962年から福島県総務部文書広報課で福島県史編纂会議事務局員。
- 1964年から日本考古学協会会員。
- 1967年から福島大学考古学研究会などの若い学徒の指導に精力を傾ける。
- 1970年、福島県考古学会事務局長。
- 1972年、教育庁文化課勤務。東北縦貫自動車道・東北新幹線ほか大規模発掘調査にあたる。
- 1977年、財団法人福島県文化センター遺跡調査課初代課長に就任。
- 1986年、全国埋蔵文化財法人連絡協議会功労賞表彰。
- 1991年、福島県職員を定年退職。市町村史の編纂を多数行う。
- 1995年、福島県考古学会長に就任。
- 1999年、福島県考古学会顧問に就任。
- 2004年、福島市教育功労者表彰。
- 2005年、文化庁長官表彰。
- 2012年6月28日- 福島県伊達市の梁川病院で死去。

## 論文・著書・共編著
- 『論集しのぶ考古 : 目黒吉明先生頌寿記念』 論集しのぶ考古刊行会 1996年2月
- 平山久夫, 江坂輝弥, 桜井清彦, 坂誥秀一, 石附喜三男, 氏家和典, 興野義一, 武田良夫, 橘善光, 玉口時雄, 千代肇, 目黒吉明『北奥の古代文化』学生社、1975年。
- 国見町教育委員会, 目黒吉明, 渡部正俊『森山古墳群・大木戸古墳群・大木戸窯跡群発掘調査』第3集 . 国見町の文化財、国見町教育委員会〈国見町文化財調査報告〉、1974年。
- 国見町教育委員会, 目黒吉明, 柴田俊彰, 渡部正俊『山田遺跡・堰下古墳・反畑祭祀遺跡発掘調査』第1集 . 国見町の文化財、国見町教育委員会〈国見町文化財調査報告〉、1972年。
- 目黒吉明, 丹羽茂, 本宮町教育委員会『上原遺跡概報』本宮町教育委員会、1970年。
- 江藤吉雄, 目黒吉明, 穂積勇蔵『福島県表郷村滝ノ森遺跡調査報告』表郷村教育委員会、1966年。